# Theraphosa apophysis
Theraphosa apophysis là một loài nhện thuộc họ Theraphosidae.